# Naarda glauculalis
Naarda glauculalis är en fjärilsart som beskrevs av George Francis Hampson 1893. Naarda glauculalis ingår i släktet Naarda och familjen nattflyn. Inga underarter finns listade i Catalogue of Life.